# Ophiomastix annulosa
Ophiomastix annulosa är en ormstjärneart som först beskrevs av Jean-Baptiste Lamarck 1816.  Ophiomastix annulosa ingår i släktet Ophiomastix och familjen Ophiocomidae. Inga underarter finns listade i Catalogue of Life.